# Alexandrine Armfelt

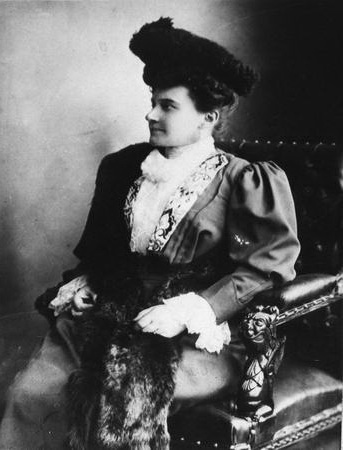
Alexandrine Armfelt

Alexandrine Wladimirowna Armfelt, verheiratet Schelesnowa, (russisch Александра Владимировна Армфельт; * 4. Septemberjul. / 16. September 1866greg. in Åbo, Großfürstentum Finnland; † 6. März 1933 in Leningrad) war eine russische bzw. sowjetische Komponistin finnlandschwedischer Herkunft.

## Leben
Armfelt stammte aus der finnlandschwedischen Adelsfamilie Armfelt. Ihr Großvater Alexander Armfelt war Minister und Staatssekretär des Großfürstentums Finnland, während ihr Urgroßvater Gustaf Mauritz Armfelt Staatsmann, Militär und Diplomat war. Ihre aristokratische Familie besaß einen ständigen Wohnsitz in St. Petersburg, wo Alexandrine Armfelt aufwuchs und ihre Ausbildung erhielt.
Sie beherrschte fließend Französisch, Deutsch, Schwedisch und Russisch, in denen sie ihre Erziehung erhielt. Außerdem lernte sie Englisch, Italienisch, Finnisch und Polnisch. Sie studierte Kunst, zeichnete und schrieb Gedichte. Sie liebte die Musik und begann früh zu komponieren.
Armfelt studierte in St. Petersburg bei Anton Rubinstein. Dann schloss sie sich den Kreisen um Mili Balakirew und Nikolai Rimski-Korsakow an. Der Musikverleger Peter Jürgenson lernte sie kennen und veröffentlichte 1893 erstmals eine Klavier-Etüde von ihr, die sie schnell bekannt machte.
Mit dem 1895 geheirateten Offizier Wladimir Schelesnow ging Armfelt, nun Schelesnowa, in den Ural, wo er seinen Dienst fortführte und sie mit ihm eine Uralkosaken-Liedersammlung veröffentlichte. Es folgten Romanzen auf Verse von Afanassi Fet, Apollon Maikow, Percy Bysshe Shelley u. a. sowie Klavier- und Kammermusik-Werke. Sie unterrichtete in Jewgeni Raphofs Musikkursen in St. Petersburg. 1912 ließ sie sich scheiden. Während des Ersten Weltkriegs und des anschließenden Bürgerkriegs verlor sie ihren früheren Mann und ihre Söhne.
Nach der Oktoberrevolution arbeitete Armfelt-Schelesnowa als Musikerin auf Veranstaltungen und gab Privatunterricht.
Erstmals aufgeführt wurden Schelesnowas Romanzen erst wieder 1966 in den Musikalischen Mittwochs Juri Borissowitsch Perepjolkins (1916–1999). Ihre gesammelten Werke erschienen 2002.
Armfelt-Schelesnowas Tochter Xenija Schelesnowa-Ossetschkin und Enkel Wsewolod Ossetschkin stellten den Nachlass zusammen und veröffentlichten viel.